# Saxmundham
Saxmundham est une ville dans le Suffolk en Angleterre, située dans le district d'East Suffolk, à 28.6 kilomètres d’Ipswich. Sa population est de 2712 habitants (2001). 

## Origine
Dans le Domesday Book en 1086, il a été énuméré comme Samundeham/Sasmunde(s)ham/Saxmondeham. Dans Feet of Fines de 1213, on l'appelle Saxmundham. Il dénote la succession de Seaxmund.
Saxmundham a eu une charte du marché depuis environ 1272 et encore a un marché aujourd'hui.